# كمال عامر
فريق فخري كمال عامر (13 يونيو 1942 - 4 مارس 2021) قائد عسكري مصري، شغل عدة مناصب منها قائد الجيش الثالث الميداني ومدير المخابرات الحربية ومحافظ مطروح ومحافظ أسوان.

## التأهيل العسكري
- ماجستير العلوم العسكرية أكتوبر 1972
- درجة الزمالة في الإستراتيجية العسكرية في يونيو 1984
- العديد من الدورات العسكرية في مجالات مختلفة
- دراسات مدنية عليا في العلوم الاجتماعية والدراسات الإسلامية
- درجة الدكتوراه في الإستراتيجية القومية من أكاديمية ناصر العسكرية العليا

## حياته المهنية
- التدرج في وظائف العمليات والتخطيط لجميع المستويات بالقوات المسلحة
- شغل جميع المناصب القيادية من قائد فصيلة مشاة مرورا بجميع المناصب بسلاح المشاة.
- رئيسا لأركان وقائد لواء مشاة ميكانيكي.
- رئيسا لأركان وقائد فرقة مشاة ميكانيكي.
- رئيسا لأركان القوات المصرية في عمليات الخليج الثانية.
- قائد القوات المصرية في عمليات الخليج الثانية.
- رئيس أركان الجيش الثالث الميداني.
- قائدا للجيش الثالث الميداني.[6]
- نائبا لمدير المخابرات الحربية خلال فترتين (يوليو 1991 إلى يوليو 1992 - والثانية من يناير 1995 - ديسمبر 1995).
- مديرا للمخابرات الحربية والاستطلاع حتى 1997.[7]
- تم تعيينه محافظ مطروح (9 يوليو 1997 - 21 نوفمبر 1999).[8][9]
- محافظ أسوان (31 أكتوبر 1999 - 17 يوليو 2001).[10][11]
- عُيِّن عضوا بمجلس الشورى ديسمبر 2012 حتى يونيو 2013.[12]
- عضو مجلس النواب المصري ورئيس لجنة الدفاع والأمن

## الأوسمة والأنواط والميداليات
- وشاح النيل[13]
- وسام النجمة العسكرية
- وسام الجمهورية
- نوط الواجب
- نوط التدريب
- نوط الخدمة الطويلة والممتازة
- وسام الملك فيصل من السعودية
- نوط المعركة ووسام تحرير الكويت من الكويت
- وسام 26 سبتمبر من اليمن
- وسام الأمم المتحدة

## الوفاة
توفي يوم 4 مارس 2021 م، الموافق 20 رجب 1442 هـ، في العاصمة المصرية القاهرة، إثر إصابته بمرض فيروس كورونا. ومنحه الرئيس المصري عبد الفتاح السيسي رتبة فريق فخري، مع منحه وشاح النيل، وإطلاق اسمه على أحد المحاور الرئيسية بالقاهرة الكبرى.